# لي ماجورز
لي ماجورز (بالإنجليزية: Lee Majors)‏ هو مغني وممثل أمريكي، ولد في 23 أبريل 1939 بوايندوت في الولايات المتحدة.

## أعمال

### أفلام
- (1977) السمك القاتل
- (2002) كاذب كبير جدا
- (2007) برازرز سولومون
- (2007)  سباق مع الوقت

### مسلسلات
- رجل الستة ملايين دولار
- كولد كيس
- ويدز

## وصلات خارجية
- لي ماجورز على موقع IMDb (الإنجليزية)
- لي ماجورز على موقع الموسوعة البريطانية (الإنجليزية)
- لي ماجورز على موقع ألو سيني (الفرنسية)
- لي ماجورز على موقع ميوزك برينز (الإنجليزية)
- لي ماجورز على موقع أول موفي (الإنجليزية)
- لي ماجورز على موقع قاعدة بيانات الأفلام السويدية (السويدية)
- لي ماجورز على موقع إن إن دي بي (الإنجليزية)
- لي ماجورز على موقع أول ميوزيك (الإنجليزية)
- لي ماجورز على موقع ديسكوغز (الإنجليزية)
- لي ماجورز على موقع قاعدة بيانات الفيلم (الإنجليزية)